# Rollens
Rollens (en francès Roullens) és un municipi de França de la regió d'Occitània, al departament de l'Aude